# Зеленківка (Роменський район)
Зеле́нківка —  село в Україні, у Роменському районі Сумської області. Населення становить 250 осіб. Входить до складу Вільшанської сільської громади. До 2017 орган місцевого самоврядування - Зеленківська сільська рада.

## Географія
Село знаходиться на лівому березі річки Сула, вище за течією на відстані 1 км розташовані села Сороколітове і Комишанка, нижче за течією на відстані 2 км розташоване село Філонове, на протилежному березі - село Комишанка. Поруч проходить автомобільна дорога Н07.

## Історія
Зеленківка відома з другої половини XVII століття і назва його була Нижнясулка. В роки ВВВ на території села проходили бої, частина населення була взята в полон, частина відправлення на роботи до Німеччини. В часи радянської влади був створений колгосп в якому працювало майже все населення села, у колгоспі тримали ВРХ, телят, свиней, овець організоване було бджолярство, рибне господарство. Площа ріллі складала близько 3000 га, на ній вирощували зернові культури, буряк та ін. Земелі оброблялись механізованою бригадою, яка теж розташовувалась на території села. На початку 90-х років минулого століття була побудована з твердого покриття головна дорога села, збудовано два мости, школа, дитячий садок, олійниця, крупорушка, свиноферма, пікарня по випічці хліба де виговлялись ще й макаронні вироби. На початку 2000-х років завдяки небайдужим жителям село стало газифіковане. Станом на 2018 рік працює медпункт, поштове відділення, магазин продуктовий. Землі розпайовані, знаходяться в оренді агрофірми, яка обробляє її.
12 червня 2020 року, відповідно до розпорядження Кабінету Міністрів України № 723-р «Про визначення адміністративних центрів та затвердження територій територіальних громад Сумської області», село увійшло до складу Вільшанської сільської громади.
19 липня 2020 року, в результаті адміністративно-територіальної реформи та ліквідації Недригайлівського району, громада увійшла до складу новоутвореного Роменського району.

## Сьогодення
В селі є магазини, медпункт, клуб, поштове відділення. Щороку 3 липня  проводиться свято День села.

## Населення

### Мова
Розподіл населення за рідною мовою за даними перепису 2001 року:
| Мова       | Кількість | Відсоток |
| ---------- | --------- | -------- |
| українська | 363       | 97.84%   |
| російська  | 5         | 1.35%    |
| німецька   | 2         | 0.54%    |
| румунська  | 1         | 0.27%    |
| Усього     | 371       | 100%     |